# Kristin Armstrong

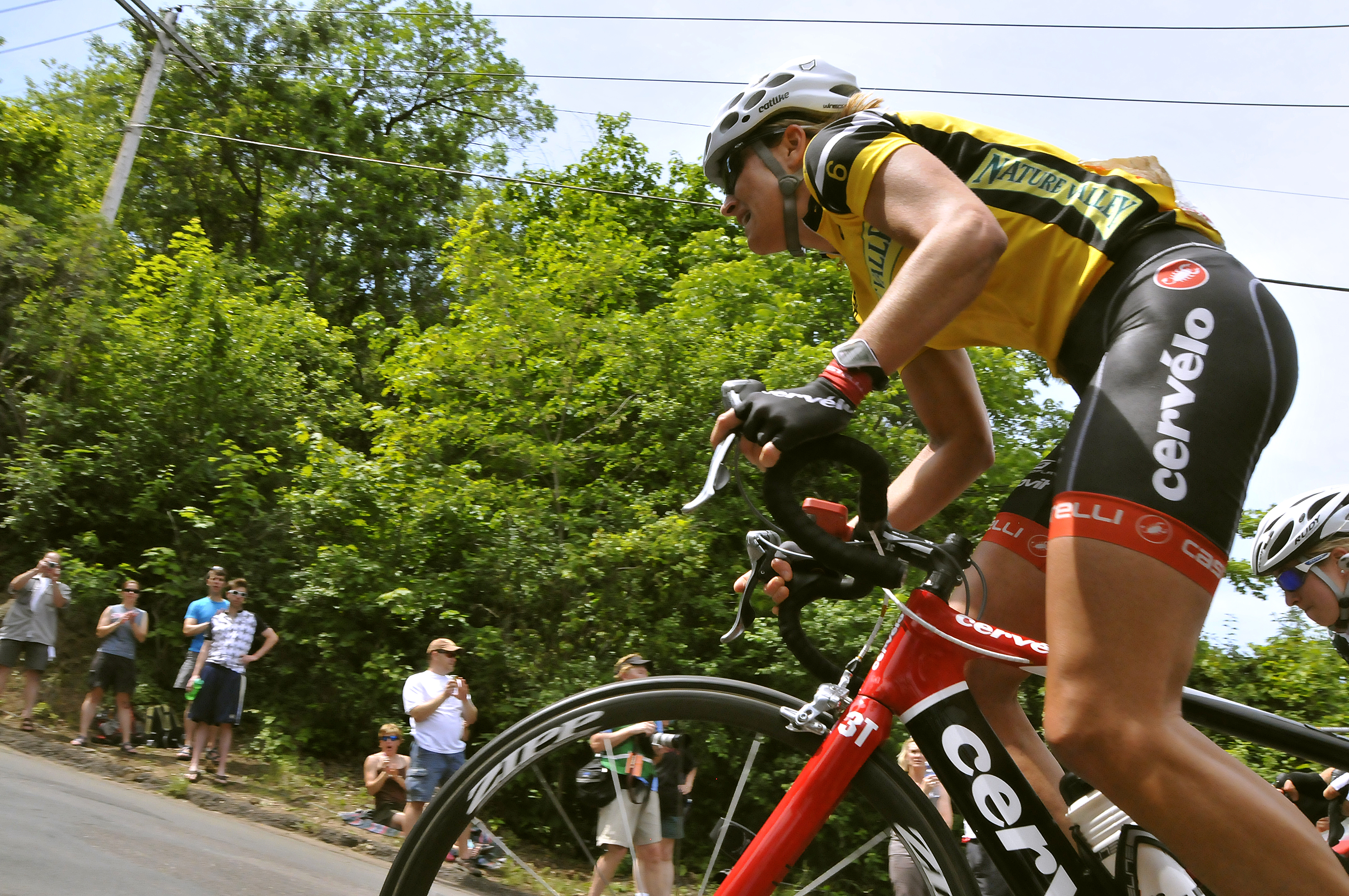
Kristin Armstrong

Kristin Armstrong (* 11. August 1973 in Boise, Idaho) ist eine ehemalige US-amerikanische Radrennfahrerin und Triathletin. Ihre größten sportlichen Erfolge waren der Gewinn der Weltmeisterinnentitel im Zeitfahren 2006 und 2009 sowie der Goldmedaillen bei den Olympischen Spielen 2008, den Olympischen Spielen 2012 und den Olympischen Spielen 2016 ebenfalls im Zeitfahren.
Sie wird wegen der Namensgleichheit häufig mit der ehemaligen Ehefrau Kristin des US-amerikanischen Radrennfahrers Lance Armstrong verwechselt, ist mit diesem aber weder verwandt noch verschwägert.

## Sportliche Laufbahn
Armstrong wuchs in Tennessee, Kalifornien und Japan in einer Soldatenfamilie auf; in ihrer Jugend war sie erfolgreiche Schwimmerin. Später spezialisierte sie sich auf den Triathlon und wurde in dieser Sportart Profi. 2001 galt sie als potentielles Mitglied für die US-amerikanische Olympiamannschaft für Athen 2004; als sie wegen der Diagnose Osteoarthritis das Laufen aufgeben musste. Armstrong spezialisierte sich dann auf das Radfahren; 2002 erhielt sie ihren ersten Profivertrag bei T-Mobile; ihr erstes Rennen in Europa war 2002 die Tour de France der Frauen, deren Ziel sie erreichte.
2004 wurde Armstrong US-amerikanische Straßenmeisterin und nahm an den Straßenradwettbewerben der Olympischen Spiele teil, sie wurde bei Straßenrennen beste US-Amerikanerin. 2005 kam dann auch der endgültige internationale Durchbruch; neben dem US-Zeitfahrmeistertitel, den sie 2006 verteidigen konnte, gewann sie in Zeitfahren die Goldmedaille bei den Panamerikanischen Spielen sowie die Bronzemedaille bei der Straßenweltmeisterschaft in Madrid; zudem gewann sie die Sea-Otter-Classic-Rundfahrt nebst zweier Etappen. Zur Saison 2006 wechselte sie vom T-Mobile zum US-amerikanischen Team Lipton. 2006 gelangen ihr im Herbst einige Erfolge; im September gewann sie die Euregio Ladies Tour im belgisch-deutsch-niederländischen Dreiländereck sowie das Zeitfahren bei der Weltmeisterschaft in Salzburg. 2009 gewann sie erneut den Titel im Einzelzeitfahren bei den UCI-Straßen-Weltmeisterschaften 2009 in Mendrisio. 2008 und 2012 holte sie die Goldmedaille bei den Olympischen Spielen im Einzelzeitfahren.
Nach den Olympischen Spielen 2012 erklärte Armstrong ihren Rücktritt vom aktiven Radsport. Drei Jahre später, im April 2015, kündigte sie ihr Comeback und einen Start bei den panamerikanischen Meisterschaften im selben Jahr an. Wenige Tage später stellte sich allerdings heraus, dass ihr Start gemäß den geltenden Kriterien des US-amerikanischen Radsportverbandes bei den panamerikanischen Meisterschaften nicht möglich ist. Die Fahrerin könne sich allerdings bei den nationalen Meisterschaften für die Weltmeisterschaften in Richmond qualifizieren. Mit dem Gewinn der nationalen Meisterschaften 2015 im Einzelzeitfahren qualifizierte sie sich für die Olympischen Spiele 2016 in Rio de Janeiro. Dort gewann sie einen Tag vor ihrem 43. Geburtstag zum dritten Mal in Folge die olympische Goldmedaille im Einzelzeitfahren.
Nach den Olympischen Spielen trat sie endgültig vom aktiven Radsport zurück.

## Erfolge
2004
- US-Meisterin – Straßenrennen
- eine Etappe Sea Otter Classic
- eine Etappe Redlands Bicycle Classic

2005
- Weltmeisterschaften – Einzelzeitfahren
- US-Meisterin – Einzelzeitfahren

2006
- Weltmeisterin – Einzelzeitfahren
- US-Meisterin – Straßenrennen und Einzelzeitfahren
- Gesamtwertung und zwei Etappen Tour of the Gila

2007
- Weltmeisterschaften – Einzelzeitfahren
- US-Meisterin – Einzelzeitfahren
- Gesamtwertung, eine Etappe und Punktewertung Holland Ladies Tour
- Grand Prix de Suisse ITT / Souvenir Magali Pache

2008
- Olympische Spiele – Einzelzeitfahren
- Ronde van Drenthe
- GP Costa Etrusca
- Gesamtwertung und zwei Etappen Women’s Tour of New Zealand

2009
- Weltmeisterin – Einzelzeitfahren
- Open de Suède Vårgårda TTT
- Gesamtwertung und eine Etappe Tour Cycliste Féminin International de l’Ardèche
- eine Etappe Tour de l’Aude Cycliste Féminin
- Tour de Berne
- Gesamtwertung und zwei Etappen Tour of the Gila

2012
- Olympische Spiele – Einzelzeitfahren
- Tour of the Gila
- eine Etappe Energiewacht Tour
- eine Etappe Women’s Tour of New Zealand

2015
- US-Meisterin – Einzelzeitfahren

2016
- Olympische Spiele – Einzelzeitfahren
- eine Etappe Amgen Tour of California
- eine Etappe Tour of the Gila

## Wichtige Platzierungen
| Weltmeisterschaft        | 2003 | 2004 | 2005 | 2006 | 2007 | 2008 | 2009 | 2010 | 2011 | 2012 | 2013 | 2014 | 2015 | 2016 |
| ------------------------ | ---- | ---- | ---- | ---- | ---- | ---- | ---- | ---- | ---- | ---- | ---- | ---- | ---- | ---- |
| StraßenrennenStraße      | 29   | 59   | 17   | 38   | 13   | 39   | 4    | –    | –    | –    | –    | –    | –    | –    |
| EinzelzeitfahrenEZF      | 13   | –    | 3    | 1    | 2    | 5    | 1    | –    | –    | –    | –    | –    | 5    | –    |
| MannschaftszeitfahrenMZF | –    | –    | –    | –    | –    | –    | –    | –    | –    | –    | –    | –    | –    | 5    |